# 68SNA
1968SNAまたは68SNAとは、国際連合の統計委員会が1968年に従来の53SNAを大幅に改定する形で示した国民経済計算の体系。日本では1978年に導入された。2000年に後継の体系である93SNAへの移行が行われたために現在では使われていない。
国民所得勘定を中心に産業連関表、資金循環勘定、国民貸借対照表、国際収支表の五つの経済勘定を統合。53SNAのそれまでの国民所得統計では把握できなかったフローとストックの関係や財貨・サービスの取引と金融取引の関係をわかりやすく表現した。
また集計の対象範囲が拡充されただけでなく、商品別、産業別、目的別、形態別などに計数が細分化された。
日本の68SNAのフロー編は統合勘定、制度部門別所得支出勘定、制度部門別資本調達勘定のほか、三つの主要系列表、21の付表などからなる。またストック編は統合勘定、制度部門別勘定、五つの付表などからなる。
68SNAの計数は，フローについては1970年、ストックは1969年末までさかのぼって推計されている。ただし、総支出、国民所得、総生産の主要系列表、国民資産・負債残高という一部系列については53SNAの計数の概念調整により、1955年（ストック系列は54年末）までさらにさかのぼって推計されている。

## 参照
1. ↑  統計の沿革 - 内閣府